# Fort Collins
Fort Collins település az Amerikai Egyesült Államok Colorado államában, Larimer megyében, melynek megyeszékhelye is. Lakosainak száma 169 810 fő (2020. április 1.).

## Népesség
A település népességének változása:

| 2010 | 143 986 |
| 2020 | 169 810 |